# تشارلز دبليو. مورس
تشارلز دبليو. مورس (بالإنجليزية: Charles W. Morse)‏ هو مصرفي أمريكي، ولد في 21 أكتوبر 1856 في باث في الولايات المتحدة، وتوفي في 12 يناير 1933.